# Ústavní soud České a Slovenské Federativní Republiky

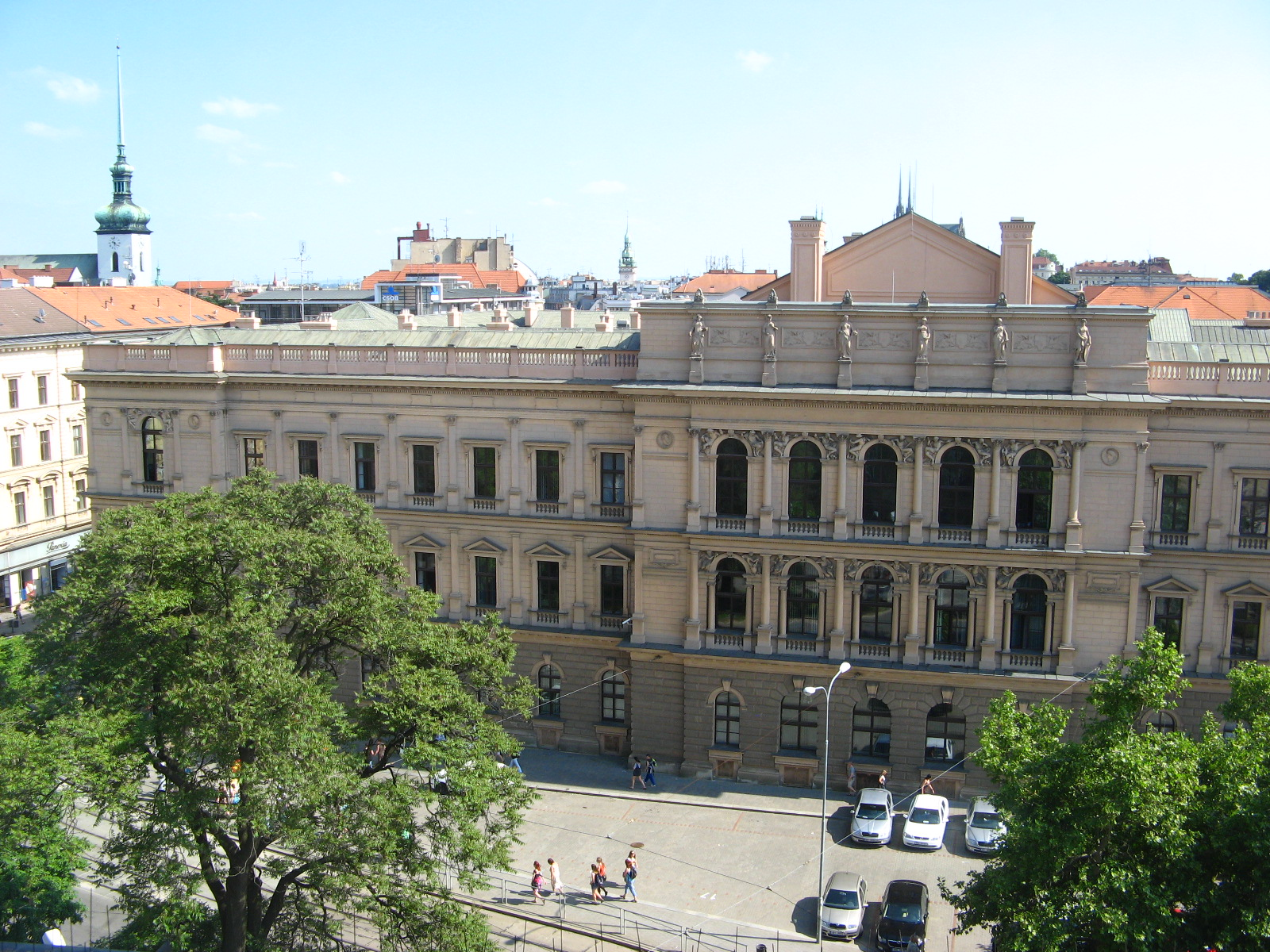
Zemská sněmovna v Brně, sídlo Ústavního soudu ČSFR, stejně jako poté Ústavního soudu ČR

Ústavní soud České a Slovenské Federativní Republiky byl zřízen jako soudní orgán ochrany ústavnosti České a Slovenské Federativní Republiky od 1. dubna 1991 ústavním zákonem o Ústavním soudu ČSFR, který Federální shromáždění ČSFR přijalo 27. února 1991. Svou činnost ukončil spolu se zánikem Československa koncem roku 1992. Jeho sídlem bylo Brno.  Činnost byla hrazena ze státního rozpočtu federace. Jeho činnost a organizaci upravoval zákon o organizaci Ústavního soudu České a Slovenské Federativní Republiky a o řízení před ním.

## Historie československých ústavních soudů
Ústavní soud Československé republiky existoval už od roku 1921, institut ústavní stížnosti ale tehdy nebyl zaveden. Soud sídlil v Praze, byl sedmičlenný a funkční období bylo desetileté. Prvním předsedou se stal Karel Baxa. Činnost prvorepublikového ústavního soudu je hodnocena jako nevýznamná a málo frekventovaná. Po uplynutí prvního funkčního období nedošlo sedm let k jeho znovuobnovení, ustavující schůze krátce působícího druhého ústavního soudu proběhla až v roce 1938, jeho předsedou byl Jaroslav Krejčí. V období druhé světové války zanikl a po válce svou činnost už neobnovil.
Komunistická Ústava Československé republiky z 9. května 1948 ústavní soud nezřídila. Navrhovatelé to zdůvodnili tím, že „Národní shromáždění se stává opravdu nejvyšším orgánem ve státě“ a proto „…odstraňujeme všechny zvláštní orgány, které byly více méně byrokratické povahy a které fakticky stály nad Národním shromážděním. Mám na mysli především ústavní soud,“ přičemž parlament, president a vláda „mají spolupracovat jako orgány jednotné lidové moci, nikoli pracovat proti sobě jako představitelé nějakých zvláštních mocí“. Rovněž v Ústavě Československé socialistické republiky z roku 1960 se s ústavním soudem nepočítalo.
Znovu byl institut ústavního soudu federace a zároveň i ústavních soudů obou republik formálně zaveden s účinností od 1. ledna 1969 ústavním zákonem o československé federaci z 27. října 1968, avšak tato ustanovení nebyla nikdy naplněna, ale ani vypuštěna. Ústavní soud měl být volen Federálním shromážděním. Po 22 letech byla tato ustanovení nahrazena dalším ústavním zákonem.
Znění československého ústavního zákona o Ústavním soudu v čl. 20 předpokládalo, že by mohly být zřízeny ústavní soudy obou republik. Avšak dříve než jejich ústavní soudy stačily být ustanoveny, Československo zaniklo.

## Pravomoci
Ústavnímu soudu České a Slovenské Federativní Republiky příslušely podle čl. 2 ústavního zákona o jeho zřízení rozhodovat o těchto věcech:
- o souladu zákonů Federálního shromáždění a zákonných opatření předsednictva Federálního shromáždění s ústavními zákony Federálního shromáždění
- o souladu zákonů Federálního shromáždění, ústavních a jiných zákonů České národní rady a Slovenské národní rady s mezinárodními smlouvami o lidských právech a základních svobodách, Českou a Slovenskou Federativní Republikou ratifikovanými a vyhlášenými
- o souladu ústavních zákonů a jiných zákonů České národní rady a Slovenské národní rady a zákonných opatření předsednictva České národní rady a Slovenské národní rady s ústavními zákony Federálního shromáždění
- o souladu nařízení vlády České a Slovenské Federativní Republiky a právních předpisů federálních ministerstev a ostatních federálních orgánů státní správy s ústavními a jinými zákony Federálního shromáždění;
- o souladu nařízení vlád České republiky a Slovenské republiky a právních předpisů ministerstev a ostatních orgánů státní správy České republiky a Slovenské republiky s ústavními a jinými zákony Federálního shromáždění.

V těchto věcech Ústavní soud rozhodoval formou nálezu, který musel být zveřejněn ve Sbírce zákonů. Pokud soud nalezl nesoulad zkoumaných předpisů, pozbyly dotčené předpisy nebo některé jejich části či ustanovení účinnosti. Orgány, které je vydaly, byly povinny je do šesti měsíců od vyhlášení nálezu uvést do souladu s vyššími předpisy (ústavními zákony, zákony Federálního shromáždění) nebo mezinárodními smlouvami, s nimiž byly v rozporu. Pokud tak neučinily, tyto předpisy či ustanovení po šesti měsících od vyhlášení nálezu pozbyly platnosti.
O ústavních zákonech České národní rady a Slovenské národní rady sice mohl ústavní soud vynést nález a na obě národní rady se vztahovala povinnost uvést ústavní zákony do souladu s ústavními zákony Federálního shromáždění, avšak ústavní zákony těchto rad marným uplynutím lhůty nepozbyly platnosti. Při rozhodování o ústavních zákonech České národní rady nebo Slovenské národní rady byl Ústavní soud ČSFR povinen si před vydáním svého nálezu vyžádat stanovisko ústavního soudu příslušné republiky (ústavní soudy obou členských republik však začaly fakticky existovat až po zániku Československa).
Ústavnímu soudu České a Slovenské Federativní Republiky dále příslušelo
- rozhodovat kompetenční spory
  - mezi orgány ČSFR
  - mezi orgány ČSFR a orgány jedné nebo obou republik
  - mezi orgány České republiky a orgány Slovenské republiky
- podávat v případě spornosti výklady ústavních zákonů Federálního shromáždění (podmínky měl stanovit zákon Federálního shromáždění)
- rozhodovat o ústavních stížnostech proti opatřením, pravomocným rozhodnutím nebo jiným zásahům orgánů veřejné moci, jestliže stěžovatel tvrdí, že jimi byly porušeny jeho základní práva a svobody, zaručené ústavním zákonem Federálního shromáždění nebo mezinárodními smlouvami o lidských právech a základních svobodách
- rozhodovat na podnět politické strany nebo hnutí působící na území obou republik, zda rozhodnutí o jejich rozpuštění nebo jiná rozhodnutí o jejich činnosti je ve shodě s ústavními a jinými zákony Federálního shromáždění

Podnět k posuzování souladu předpisů, k rozhodování kompetenčních sporů nebo k poskytnutí výkladu ústavních zákonů mohly podat pouze některé orgány, například prezident ČSFR, Federální shromáždění, Česká národní rada, Slovenská národní rada, vlády a jiné ústřední orgány ČSFR, České i Slovenské republiky, soudy v souvislosti se svou rozhodovací činností, generální prokurátoři ČSFR, České a Slovenské republiky. Návrh k posouzení souladu předpisů mohla podat také nejméně pětina členů kteréhokoliv zákonodárného sboru (Federální shromáždění, Česká národní rada, Slovenská národní rada).
Proti rozhodnutí Ústavního soudu ČSFR nebyl přípustný žádný opravný prostředek.

## Složení
Ústavní soud ČSFR byl podle ústavního zákona tvořen 12 soudci, které jmenoval prezident České a Slovenské Federativní Republiky na dobu 7 let z 24 osob navržených Federálním shromážděním, Českou národní radou a Slovenskou národní radou. Každý z těchto orgánů navrhoval 8 kandidátů, přičemž Federální shromáždění muselo navrhnout 4 občany České republiky a 4 občany Slovenské republiky. 6 jmenovaných soudců muselo být občany České republiky a 6 soudců občany Slovenské republiky. Ze soudců ústavního soudu prezident ČSFR jmenoval předsedu a místopředsedu, z nichž jeden musel být českým občanem a jeden slovenským občanem. V případě uvolnění některého místa musely být tyto požadavky při novém jmenování také dodrženy. Funkce se soudce ujal složením slibu do rukou prezidenta ČSFR.
Kromě občanství České a Slovenské Federativní republiky byly podmínkou kandidatury a jmenování bezúhonnost, volitelnost do Federálního shromáždění, minimální věk 35 let, vysokoškolské právnické vzdělání a nejméně 10 let praxe v právnickém povolání. Funkce soudce byla placená, neslučitelná s funkcemi poslance Federálního shromáždění, České národní rady a Slovenské národní rady, s funkcemi členů federální nebo některé republikové vlády, s funkcemi v politických stranách nebo hnutích (všechny tyto funkce ze zákona zanikaly okamžikem složením slibu ústavního soudce) a s výkonem jiné výdělečné nebo hospodářské činnosti kromě činnosti vědecké, pedagogické, literární a umělecké.
Soudce se mohl své funkce vzdát. Prezident mohl soudce odvolat na základě pravomocného odsuzujícího rozsudku pro úmyslný trestný čin. Se souhlasem Federálního shromáždění mohl prezident odvolat soudce také na návrh Ústavního soudu, a to na základě kárného řízení anebo pro roční nečinnost.

## Soudci
- Ernest Valko, předseda
- Vlastimil Ševčík, místopředseda
- Vojen Güttler
- Zdeněk Kessler
- Peter Kresák
- Jiří Malenovský
- Pavel Mates
- Marian Posluch
- Antonín Procházka
- Viera Strážnická
- Ivan Trimaj
- Ján Vosček

## Způsob rozhodování
Ústavní soud rozhodoval buď v plénu, nebo v senátech. V plénu rozhodoval o souladu právních předpisů, o kompetenčních sporech a o rozhodnutích týkajících se politických stran a hnutí, a dále o úpravě svých vnitřních poměrů (včetně ustanovení senátů a rozdělení agendy mezi ně), dále o věcech, v nichž senát nerozhodl kvůli rovnosti hlasů, o souhlasu s trestním stíháním ústavního soudce nebo jeho vzetím do vazby či zadržením (v tom případě bylo hlasování soudců tajné), a o návrhu na odvolání ústavního soudce s funkce na základě kárného řízení anebo pro nejméně roční nečinnost. Ostatní věci rozhodoval v senátech.
Podrobněji upravoval organizaci Ústavního soudu a řízení prováděcí zákon Federálního shromáždění o organizaci Ústavního soudu. Ústavní soud byl oprávněn podat Federálnímu shromáždění návrh tohoto zákona. Podle zákona o organizaci Ústavního soudu měl soud dva čtyřčlenné senáty, jejichž stálí členové byli jmenováni vždy na období 1 roku. Předseda ani místopředseda Ústavního soudu nemohli být stálými členy žádného senátu, ostatní soudci se měli v senátech postupně rovnoměrně prostřídat. V případě nepřítomnosti některého stálého člena senátu anebo byl-li některý člen ve věci z rozhodování vyloučen, jmenoval předseda soudu na jeho místo jiného soudce jako zastupujícího člena senátu.
Senát byl usnášeníschopný jen v počtu čtyř členů. K usnášeníschopnosti pléna byla nutná přítomnost nejméně 9 soudců. Plénum i senáty rozhodovaly prostou většinou přítomných soudců. Pokud by však šlo o rozhodnutí, které se odchylovalo od dřívějšího nálezu Ústavního soudu nebo jeho dřívějšího usnesení o výkladu, byl k rozhodnutí nutný souhlas nejméně 9 soudců. Ze zákona tajné bylo hlasování soudců v plénu při rozhodování například o nálezech o souladu předpisů, o kompetenčních sporech a o politických stranách a hnutích, a pokud plénum znovuposuzovalo věc, která původně příslušela senátu. Soudce, který s rozhodnutím nesouhlasil, však měl právo, aby jeho stanovisko bylo uvedeno v zápise o hlasování.

## Významné nálezy
Za necelý rok své existence posoudil Ústavní soud ČSFR přes tisíc věcí a na řadu jeho nálezů později navazoval Ústavní soud České republiky. Konkrétně k němu bylo podáno celkem 1 128 návrhů, z toho většina byla odmítnuta, postoupena, řízení bylo zastaveno nebo věc odložena. Jednou Ústavní soud podal výklad zákona, dva návrhy zamítnul a v devíti dalších rozhodl nálezem jinak. Významnými rozhodnutími bylo např. usnesení, kterým byl vymezen pojem veřejné moci (č. 3 Sbírky usnesení a nálezů), nebo nálezy týkající se trestního postihu podpory a propagace hnutí směřujících k potlačení práv a svobod člověka (č. 9 Sbírky usnesení a nálezů), rovnosti před zákonem v oblasti daní (č. 11 Sbírky usnesení a nálezů) a zejména oprávněnosti lustrací v demokratickém právním státě (č. 14 Sbírky usnesení a nálezů). V tzv. velkém lustračním zákoně z roku 1991 Ústavní soud zrušil jen části, které se týkaly důvěrníků a kandidátů tajné spolupráce, tedy kategorií, kde mohli být občané evidováni StB i bez svého vědomí.